# Райнов, Богомил
Богомил Николаев Райнов (19 июня 1919, София — 8 июня 2007, София) — болгарский поэт, писатель, искусствовед, общественный деятель.

## Биография
Родился в семье Николая Райнова — выдающегося болгарского писателя и художника, академика Болгарской академии наук. Родной брат — скульптор Боян Райнов.
Начал печататься в середине 1930-х годов. В 1941 году вышла первая книга стихотворений. Учился на философском факультете Софийского университета. В 1944 году вступил в Болгарскую рабочую партию (коммунистов). С 1953 по 1960 год работал в Париже в должности болгарского атташе по культуре.
Огромной популярностью в Болгарии и социалистических странах пользовались книги о разведчике Эмиле Боеве и инспекторе уголовного розыска майоре Петре Антонове. В своих книгах давал много оригинальных описаний известных городов, таких, как Венеция, Женева, Лозанна, Париж, Копенгаген, Лондон. Книги Райнова неоднократно переиздавались в Болгарии огромными тиражами и переводились. Гонорары Райнова были так велики, что порой его партвзносы во много раз превышали оклады маститых профессоров.
Богомил Райнов — автор нескольких исследовательских трудов в области литературоведения. Одна из таких книг — «Чёрный роман» (1970), в котором исследовал феномен детектива и шпионского триллера.
Вместе с художником Светлином Русевым участвовал в отборе и покупке картин для Национальной галереи зарубежного искусства (об этом — его роман «Странное это ремесло») на средства, выделенные Комитетом по культуре и искусству во главе с Людмилой Живковой.
После крушения социализма в Болгарии выявилось неоднозначное отношение к Райнову — общественному деятелю. Многолетний заместитель председателя Союза болгарских писателей и член ЦК БКП, он сыграл важную роль в насаждении социалистического реализма в болгарской литературе, в идейном разгроме в 1950-х годах болгарских деятелей культуры, таких, как художник Александр Жендов, поэты Христо Радевский и Атанас Далчев, и других. Известный болгарский литературный критик Борис Делчев в своём дневнике называет его «первостатейным подлецом и полемистом», «людоедом», «правой рукой культа и его ударной силой, одним из моральных убийц Жендова». Болгарская поэтесса и переводчица Невена Стефанова считала, что он отрёкся от идей отца, назвала его «талантливым угодником». Писатель Радой Ралин дал ему известное прозвище «Погодил Номерайнов». После смерти Райнова были опубликованы его книги «Свет нашей земли» и «Письмо мертвеца», содержащие грубые нападки на Жендова, Делчева и Ралина.
В то же время в соболезновании от имени Союза болгарских писателей признавалось, что «Богомил Райнов был одним из крупнейших болгарских интеллектуалов — богатая, сложная, драматическая личность, творческая фигура которого не имеет аналогов в нашей культуре».

## Государственные награды
- 1959. Орден Кирилла и Мефодия 1 степени.
- 1965. Заслуженный деятель культуры Болгарии.
- 1969. Димитровская премия (за роман «Господин Никто»).
- 1971. Народный деятель культуры Болгарии.
- 1976. Герой Социалистического Труда НРБ.
- 1979. Орден Георгия Димитрова.
- 1989. Орден «13 веков Болгарии».

### Серия «Три встречи с инспектором»
- Инспектор и ночь, 1964.
- Человек возвращается из прошлого, 1966.
- Бразильская мелодия, 1969.

### Эмиль Боев
- Господин Никто, 1967.
- Что может быть лучше плохой погоды, 1968.
- Большая скука, 1970.
- Реквием, 1973.
- Наивный человек среднего возраста, 1973.
- Умирать — в крайнем случае, 1976.
- Тайфуны с ласковыми именами, 1977.
- Не хвали день по утру, 1981.
- Агент, бывший в употреблении, 2000.

### Проза
- Чёрные лебеди (1977)
- Третий путь (1977)
- Только для мужчин (1979)
- Пътуване в делника[что?], 1982.
- Не смеши меня, 1983.
- Тихия кът[что?], 1999.
- Ночные бульвары
- Моя незнакомка
- Между шестью и семью

### Исследования
- Франс Мазерель, 1963
- Чёрный роман, 1970.
- Николай Рерих. София-пресс, 1978.
- Странное это ремесло, 1979[8]

### Экранизации
Все романы об Эмиле Боеве были экранизированы в Болгарии. Экранизации романов «Инспектор и ночь», «Господин Никто», «Что может быть лучше плохой погоды» и «Большая скука» были дублированы на русский язык и демонстрировались в СССР.
- Инспектор и ночь (1963)[9]
- Белая комната (1968, экранизация повести «Дороги в никуда»)[10]
- Господин Никто (1969)[11]
- Что может быть лучше плохой погоды (1971)[12]
- Большая скука (1973)[13]
- Бразильская мелодия (1974)[14]
- Наивный человек среднего возраста (1976)[15]
- Реквием мерзавке (1976)[16]
- Чёрные лебеди (1977)[17]
- Умирать — в крайнем случае (телесериал, 1978)[18]
- Тайфуны с ласковыми именами (1979)[19]
- Не хвали день по утру (телесериал, 1985)[20]
- Болеро (2013)[21]